# Cassida variabilis
Cassida variabilis es un coleóptero de la familia Chrysomelidae.
Fue descrita científicamente en 1961 por Chen & Zia.